# Peter Berling
Peter Berling (Międzyrzecz, 20 marzo 1934 – Roma, 21 novembre 2017) è stato un attore, scrittore e sceneggiatore tedesco.

## Biografia
Il padre, Max H. Berling (1905-1999), era un famoso architetto. 
Abbandonati gli studi alle scuole superiori, lavorò come muratore, studiò architettura per un semestre al Politecnico, ed in seguito arte grafica all'Accademia delle belle arti di Monaco di Baviera.
Lavorò in diverse occasioni con il regista Werner Herzog, in collaborazione con il suo attore Klaus Kinski. In molti dei suoi romanzi medievali Berling stilò sulla base di teorie cospirative il Priorato di Sion.

## Filmografia

Berling in vesti medievali nel film decamerotico Quando le donne si chiamavano madonne (1972)

### Cinema
- Immer wenn der Tag beginnt, regia di Wolfgang Liebeneiner (1957) - non accreditato
- Der Brief, regia di Vlado Kristl (1966)
- Detektive, regia di Rudolf Thome (1969) - non accreditato
- L'amore è più freddo della morte (Liebe ist kälter als der Tod), regia di Rainer Werner Fassbinder (1969)
- Uxmal, regia di Edgar Reitz (1969)
- Un grosso uccello grigio azzurro (Ein großer graublauer Vogel), regia di Thomas Schamoni (1970) - non accreditato
- Rote Sonne, regia di Rudolf Thome (1970)
- Die Geschäftsfreunde, regia di Martin Müller - cortometraggio (1970)
- La più allegra storia del Decamerone (Siegfried und das sagenhafte Liebesleben der Nibelungen), regia di Adrian Hoven (1971)
- Whity, regia di Rainer Werner Fassbinder (1971) - non accreditato
- Furchtlose Flieger, regia di Martin Müller, Veith von Fürstenberg e Max Zihlmann (1971)
- Attenzione alla puttana santa (Warnung vor einer heiligen Nutte), regia di Rainer Werner Fassbinder (1971)
- Faire l'amour... De la pilule à l'ordinateur, regia collettiva (1971)
- Il sergente Klems, regia di Sergio Grieco (1971)
- Terror Desire, regia di Marquard Bohm (1971)
- Quando le donne si chiamavano madonne, regia di Aldo Grimaldi (1972)
- Il West ti va stretto, amico... è arrivato Alleluja, regia di Giuliano Carnimeo (1972)
- La mala ordina, regia di Fernando Di Leo (1972)
- Aguirre, furore di Dio (Aguirre, der Zorn Gottes), regia di Werner Herzog (1972)
- Mordi e fuggi, regia di Dino Risi (1973)
- Revolver, regia di Sergio Sollima (1973)
- Tutti per uno botte per tutti, regia di Bruno Corbucci (1973)
- Mena forte più forte... che mi piace! (Es knallt - und die Engel singen), regia di Dieter Geissler e Roberto Leoni (1974)
- Martha, regia di Rainer Werner Fassbinder (1974) - non accreditato
- L'usignolo e l'allodola (Der Liebesschüler), regia di Sigi Rothemund (1974)
- Le avventure e gli amori di Scaramouche, regia di Enzo G. Castellari (1976)
- Marcia trionfale, regia di Marco Bellocchio (1976)
- Bianco e nero a colori (Noirs et blancs en couleur), regia di Jean-Jacques Annaud (1976)
- Pronto ad uccidere, regia di Franco Prosperi (1976)
- I padroni della città, regia di Fernando Di Leo (1976)
- Liberi armati pericolosi, regia di Romolo Guerrieri (1976) - npn accreditato
- Taugenichts, regia di Bernhard Sinkel (1978)
- Enigma rosso, regia di Alberto Negrin (1978)
- Il matrimonio di Maria Braun (Die Ehe der Maria Braun), regia di Rainer Werner Fassbinder (1979)
- Theo gegen den Rest der Welt, regia di Peter F. Bringmann (1980)
- Rendez-vous hier, regia di Gérard Marx - cortometraggio (1981)
- Veronika Voss (Die Sehnsucht der Veronika Voss), regia di Rainer Werner Fassbinder (1982)
- Fitzcarraldo, regia di Werner Herzog (1982)
- Sballato, gasato, completamente fuso, regia di Steno (1982)
- Il petomane, regia di Pasquale Festa Campanile (1983)
- Mystère, regia di Carlo Vanzina (1983)
- Le due vite di Mattia Pascal, regia di Mario Monicelli (1985)
- Tex e il signore degli abissi, regia di Duccio Tessari (1985)
- Le miniere del Kilimangiaro, regia di Mino Guerrini (1986)
- Il nome della rosa (Der Name der Rose), regia di Jean-Jacques Annaud (1986)
- Cobra Verde, regia di Werner Herzog (1987)
- L'ultima tentazione di Cristo (The Last Temptation of Christ), regia di Martin Scorsese (1988)
- L'estate stregata (Haunted Summer), regia di Ivan Passer (1988)
- Francesco, regia di Liliana Cavani (1989)
- Visioni private, regia collettiva (1989)
- Passioni violente (Homo Faber), regia di Volker Schlöndorff (1991)
- Texas - Doc Snyder hält die Welt in Atem, regia di Ralf Huettner ed Helge Schneider (1993)
- Satantango, regia di Béla Tarr (1994)
- Tykho Moon, regia di Enki Bilal (1996)
- Westmoreland Naples, regia di Pietro Baldoni, Marcello Garofalo e Vittorio Guida (1996)
- Praxis Dr. Hasenbein, regia di Helge Schneider (1997)
- Semana Santa, regia di Pepe Danquart (2001)
- Gangs of New York, regia di Martin Scorsese (2002)
- Freiheit für die Konsonanten!, regia di Alexander Kluge - cortometraggio (2004)
- Die sanfte Schminke des Lichts, regia di Alexander Kluge - cortometraggio (2007)
- Die Sicherheit des Präsidenten, regia di Alexander Kluge - cortometraggio (2007)
- Nachrichten vom großen Krieg 1914-1918, regia di Alexander Kluge (2014)
- Halbe Brüder, regia di Christian Alvart (2015)

### Televisione
- John Icks, der singende Astronaut, regia di Peter Kraus – film TV (1967)
- Mein schönes kurzes Leben, regia di Klaus Lemke – film TV (1970)
- Il viaggio a Niklashausen (Die Niklashauser Fart), regia di Rainer Werner Fassbinder – film TV (1970) - non accreditato
- Idole, regia di Klaus Lemke – film TV (1976)
- L'usura, regia di Maurizio Rotundi – film TV (1981)
- Progetto Atlantide, regia di Gianni Serra – film TV (1984)
- Finalmente morta, regia di Elisabetta Valgiusti – film TV (1984)
- Kir Royal – serie TV, episodio 1x01 (1986)
- Naso di cane – miniserie TV (1986)
- Gambit, regia di Peter F. Bringmann – film TV (1987)
- Liebe ist stärker als der Tod, regia di Juraj Herz – film TV (1988)
- Das Milliardenspiel – miniserie TV (1989)
- Geschichten aus der Heimat - Blattschuß, regia di Oliver Storz – film TV (1993)
- Der Salzbaron – miniserie TV, 4 episodi (1994)
- Grenzfälle der Schadensregulierung, regia di Alexander Kluge – film TV (2006)

## Doppiatori italiani
- Renzo Palmer in Quando le donne si chiamavano madonne
- Gino Donato in La mala ordina
- Paolo Bonacelli in Fitzcarraldo
- Elio Pandolfi in Tex e il signore degli abissi

## Romanzi
- Die Kinder des Gral (1991)
- Das Blut der Könige (1993)
- Die Krone der Welt (1995)
- Der Schwarze Kelch (1997)
- Die Ketzerin (2000)
- Zodiac (2002)
- Das Kreuz der Kinder (2003)
- Der Kelim der Prinzessin (2004)